# Неупокоєва Ірина Григорівна
Ірина Григорівна Неупокоєва — радянський літературознавець, голова Вченої ради ІСЛІ (з 1957 року).
Дочка більшовика Григорія Гринька, згодом наркома фінансів СРСР, репресованого в 1937. За спогадами знайомих, його дочка, що була у той час студенткою МІФЛІ, на інститутському мітингу голосувала разом з усіма за смертну кару Гринькові. Закінчила літературний факультет МІФЛІ в 1939. У 1956 захистила докторську дисертацію на тему «Творчість П. Б. Шеллі. До питання про естетичні принципи революційного романтизму». З 1957 член КПРС. Ініціатор підготовки багатотомної «Історії всесвітньої літератури».

## Твори
- Революційний романтизм Шеллі, М., 1959
- Проблеми взаємодії сучасних літератур, М., 1963
- Революційно-романтична поема 1-й пол. XIX ст. Досвід типології жанру, М., 1971
- Спільні риси європейського романтизму і своєрідність його національних шляхів / / Європейський романтизм, М., 1973
- Історія світової літератури. Проблеми системного і порівняльного аналізу, М., 1976.